# درهم‌افزار
در علوم رایانه و فناوری اطلاعات به نرم‌افزاری که بیشتر به دلیل کثرت و تنوع محتویاتش مورد توجه قرار می‌گیرد تا به دلیل کیفیت یا مفید بودن آن، درهم‌افزار (shovelware) یا نرم‌افزار فله‌ای می‌گویند.
این اصطلاح که حالتی تحقیرآمیز دارد برای اشاره به نرم‌افزاری که از یک رسانه به رسانه دیگر منتقل شده (مثلاً فلاپی دیسک به سی‌دی) و کیفیت پایین‌تری پیدا کرده نیز استفاده می‌شود.